# Genadiusz (Limuris)
Genadiusz, imię świeckie Nikolaos Limuris (ur. 27 lipca 1951 w Salonikach, zm. 1 czerwca 2022 tamże) – grecki duchowny prawosławny w jurysdykcji Patriarchatu Konstantynopola, od 1997 tytularny metropolita Sasimy (odpowiedzialny za region Tatavla w Arcybiskupstwie Konstantynopola).

## Życiorys
Święcenia diakonatu przyjął 27 września 1974, a prezbiteratu 18 stycznia 1981. Chirotonię biskupią otrzymał 1 czerwca 1997.